# 武山晃輔
武山 晃輔（たけやま こうすけ、1997年11月22日 - ）は、山梨県出身の自転車競技（ロードレース）選手。宇都宮ブリッツェン所属。

## 経歴
甲府工業高等学校から日本大学に進み、日本大学自転車競技部で出場したツール・ド・とちぎでの走りを認められ、大学3年生の2018年7月1日に練習生としてTeamUKYOに加入。
2019年には全日本選手権ロードレースU23、インターカレッジロード、茨城国体ロードで優勝。2020年よりプロレーサーとして本格的に始動。

## 主な成績
- 2015年
  - わかやま国体 少年男子ロードレース 4位[2]
- 2016年
  - 岩手国体成年男子ロードレース 優勝
- 2017年 
  - 全日本学生選手権チームロードレース大会 優勝
  - 全日本大学対抗選手権自転車競技大会ロード 優勝
- 2018年7月1日 チーム右京に加入
- 2019年
  - 全日本自転車競技選手権大会 ロードレース 男子U23 優勝[3]
  - プリンセス・マハ・チャクリ・シリンドーンズカップ区間4位
  - 全日本大学対抗選手権自転車競技大会ロード 優勝
  - いきいき茨城ゆめ国体成年男子ロード 優勝[4]
- 2023年
  - 第75回国民体育大会成年男子ロードレース 2位
- 2024年
  - 宇都宮ブリッツェンに移籍